# Mauretania Caesariensis

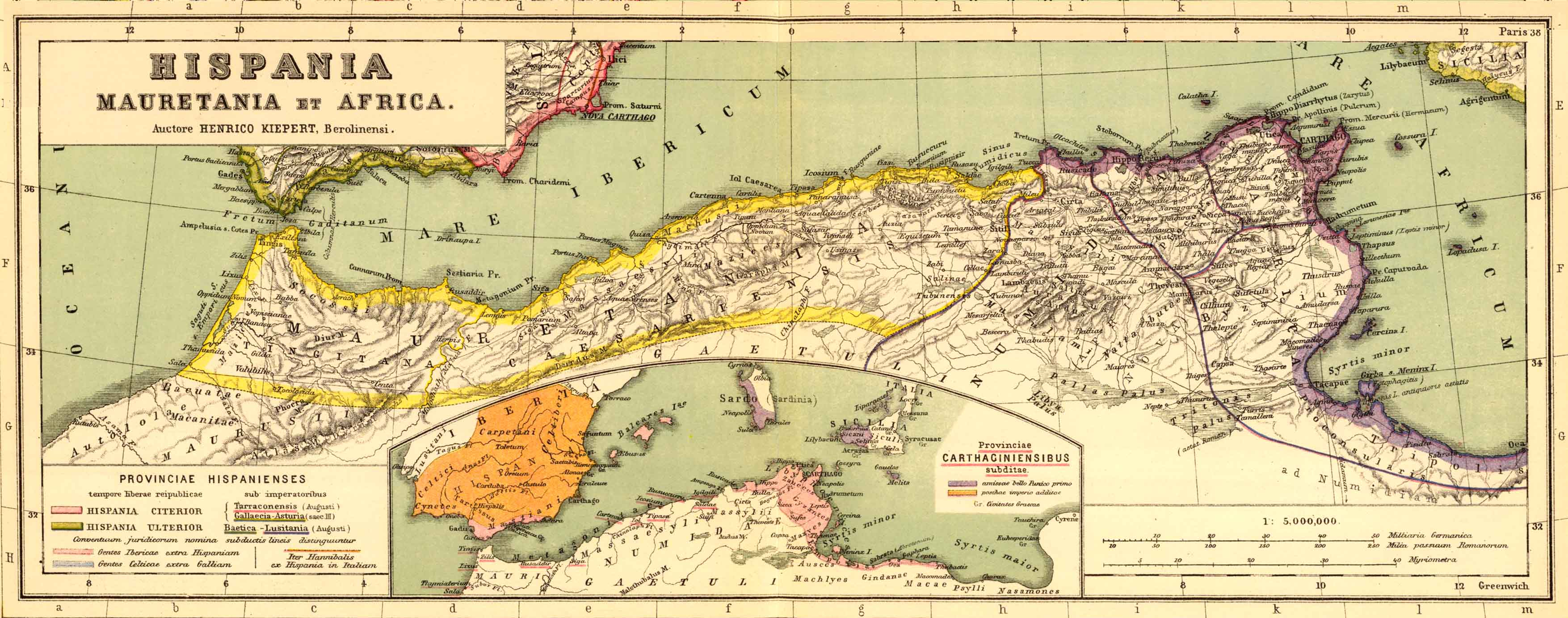
Mauretania Caesariensis

Mauretania Caesariensis a Római Birodalom egyik provinciája volt. A Kr. u. 1. században Claudius császár Afrika  legnyugatibb provinciáját, Mauretaniát (a Mauri nép földje – innen ered a mór szó) két részre osztotta: Mauretania Caesariensisre és Mauretania Tingitanára.
Caesariensis a keleti volt ezek közül, jórészt a mai Algéria területén feküdt. Fővárosa Caesaria (ma Cherchell) volt, innen a provincia neve.
Caesariensisből főként bordó festékeket és értékes fákat exportáltak. Az Amazigh és a Mauri pedig könnyűlovas katonákat adtak a római hadseregnek. Innen származott Traianus császár legjobb hadvezére, Quintus Lucius Quietus, és Macrinus császár.
Diocletianus császár Tetrarchia reformja elszakította a keleti részeket, és egy kis önálló provinciát hozott létre, Sitifensist, amit fővárosáról, Sitifisről neveztek el. (Volt egy jelentős kikötője, Saldae (ma Bedzsája).
Mindkét provinciát Afrika vicariusának adminisztratív kerületéhez sorolták, amely Itália és Afrika praefectus praetorianusához tartozott. Tingitana Hispaniához, az Ibériai-félsziget kerületéhez, Gallia praefecturájához tartozott. Caesaria fontos zsidó központ volt 330-ig, Sitifis pedig Mithrász kultuszáé. A kereszténység a 4. században és az 5. században terjedt el.
A vandálok 430-ban létrehozott királysága idején az ariánus kereszténység terjedt itt el. Őket Bizánc seregei szorították ki 533-ban (itt hozták létre később az Afrikai Exarchátust), akiket a muszlim Ommajjád kalifák követtek. Ekkor a terület a legnyugatibb iszlám provinciává vált, ezért al-Maghribnak („A Nyugat”) nevezték el.